# Georges Contenau
Georges Contenau, né le 9 avril 1877 à Laon et mort le 22 mars 1964 à Paris 16e, est un historien et archéologue français, spécialiste majeur d'assyriologie, de l'histoire du Proche-Orient ancien et de ses religions. Conservateur au département des Antiquités orientales du musée du Louvre, il en prend la tête de 1937 à 1946.

## Carrière
Georges Contenau est l'unique enfant d'un chirurgien-dentiste parisien et d'une mère dont le père était professeur à l'École normale de Laon. Il fait d'assez bonnes études au Lycée Michelet à Paris et remporte un accessit de composition française au Concours général des lycées parisiens. Il se passionne dès l'adolescence pour l'orientalisme, mais son père le persuade de choisir la médecine. Georges Contenau poursuit donc des études de médecine et devient oto-rhino-laryngologue, puis stomatologue.  
Externe des hôpitaux, il publie des articles d'histoire de la médecine dans des revues médicales, comme La saignée au Moyen-Âge, ou Guillaume de Harcigny et la folie de Charles VI. Georges Contenau a la plume facile et continue à publier des articles scientifiques et un ouvrage sur Les adénites d'origine dentaire, édité à Paris en 1902. L'année suivante, à l'issue d'un voyage aux États-Unis où il se rend à l'Université de Pennsylvanie, il publie un article dans la revue de Stomatologie sur L'enseignement dentaire aux États-Unis, son application en France . Tout cela montre une curiosité d'esprit et des qualités réelles de synthèse et de pédagogie qui vont clairement lui servir dans sa seconde carrière.  
En effet, après le décès de son père en 1907, sa passion pour l'Orient l'incite, en 1910, à reprendre des études et à s'inscrire aux cours de l'École pratique des hautes études. Il y découvre l'assyriologie avec le révérend-père Scheil et le Professeur Clermont-Ganneau. Il restera longtemps proche du Père Scheil et continuera à suivre son enseignement dans les années 1920. 
En 1914, à 36 ans, ce sera sa première campagne de fouilles, à Sidon au Liban (alors inclus dans la province de Syrie de l'Empire ottoman).
Il suit en plus des cours à l'École du Louvre, à la Faculté des Lettres et à l'école des Langues Orientales pendant et après la Guerre tout en continuant à pratiquer la médecine (il est encore répertorié en 1918, dans la liste des médecins du IXe arrdt éditée par la Préfecture de Police de Paris).
En 1920, la Société des Nations (SDN) a confié à la France le mandat sur l'administration de la Syrie et du Liban et le Général Gouraud y est nommé Haut-Commissaire. Celui-ci, reprenant une certaine tradition militaire française, s'entoure de missions scientifiques, notamment sur l'archéologie confiée à Contenau, qui en profite pour diriger une deuxième campagne à Sidon. A son retour, il publie une synthèse de son rapport de mission dans un article du Mercure de France sur l'« Avenir archéologique de la Syrie », observant la situation sur place et proposant les actions et financements à mettre en œuvre pour préserver et étudier les richesses archéologiques syriennes.
À cette époque, il traduit également de nombreuses tablettes et textes cunéiformes, dont il reprend les plus marquantes dans des ouvrages édités dans les années 1920 par Paul Geuthner, spécialiste, notamment, de ce type de publications scientifiques. Ces travaux d'épigraphie l'aident également à terminer une thèse de doctorat ès-lettres, soutenue à Paris en février 1923, Éléments de bibliographie hittite - la glyptique syro-hittite.
C'est en 1927, à 50 ans, qu'il est nommé conservateur adjoint des musées nationaux, au Département des Antiquités orientales du musée du Louvre. Il le restera jusqu'en 1946, en prenant la tête du département en 1937. À ce poste, il aura l'occasion de diriger plusieurs expéditions archéologiques en Perse : Nahavand en 1931, Kaschan en 1934, puis Suse comme directeur adjoint à partir de 1940, campagnes de fouilles qu'il mènera souvent avec M. Roman Ghirshman. 
Georges Contenau est également professeur à l'université de Bruxelles de 1932 à 1947. 
De 1946 à 1957, il est directeur de la mission archéologique française en Iran.
Au cours de sa carrière, il s'intéresse à la religion des Babyloniens et des Assyriens (La Civilisation assyro-babylonienne, Paris 1922), à leur relation à la magie (1947) et à leurs pratiques divinatoires (1940) ou encore, retrouvant sa formation initiale, à leur médecine (1937). Son champ d'études s'étend également à la civilisation phénicienne (La Civilisation phénicienne, Paris 1926), où il dévoile le nom donné pas les Anciens à la Plaine de la Bekaa libanaise, à savoir Coelé-Syrie, puis aux Hittites et aux Hourrites (1948), et à ceux du Mitanni. 
Son Manuel d'archéologie orientale en quatre volumes (Paris, 1927-1947) est toujours considéré comme un ouvrage de référence.
Sa grande capacité de synthèse et ses qualités didactiques l'ont fait solliciter par plusieurs éditeurs pour diriger ou participer à plusieurs ouvrages généraux sur le Proche et le Moyen Orient : dès 1926, il participe à l'ouvrage collectif Peuples et Civilisations - Histoire Générale, publié sous la direction de Louis Halphen et Philippe Sagnac, dont le tome 1 est consacré aux Premières civilisations ; en 1928, avec L'Art de l'Asie occidentale ancienne, et en 1930, avec le premier tome de l'Histoire universelle des Arts (sous la direction de L. Réau), consacré à l'Art antique : Orient, Grèce et Rome qu'il rédige en collaboration avec V. Chapot, ou encore, en 1936, avec Histoire de l'Orient Ancien (en collaboration avec J. Capart, l'Asie occidentale ancienne). Il rédige également le Que-sais-je ? sur Les civilisations anciennes su Proche-Orient.
Son dernier livre, publié en 1950 alors qu'il a près de 80 ans, lui permet d'élargir son lectorat : il participe à la collection des « Vies quotidiennes » aux Editions Hachette et rédige La Vie quotidienne à Babylone et en Assyrie, ouvrage de vulgarisation traduit en plusieurs langues.
Il passe les vingt dernières années de sa vie dans la ville de Bâle.

## Distinctions
- Officier de la Légion d'honneur
- Chevalier de l'ordre du Saint-Sépulcre

## Publications
- La Déesse nue babylonienne, éd. P. Geuthner, 1914
- Contribution à l'histoire économique d'Umma, Bibliothèque de l'Ecole pratique des Hautes-Etudes - Section historique et philologique, éd Champion, 1915
- Umma sous la dynastie d'Ur, éd. P. Geuthner, 1916
- Trente tablettes cappadociennes, éd. P. Geuthner, 1919
- Musée du Louvre - Textes cunéiformes - Tablettes cappadociennes, éd. P. Geuthner, 1920
- Mission archéologique à Sidon (1914), éd. P. Geuthner, 1921
- Deuxième Mission archéologique à Sidon (1920), éd. P. Geuthner, 1921
- La Civilisation assyro-babylonienne, Payot, 1921
- La Glyptique syro-hittite, éd P. Geuthner, 1922
- Eléments de bibliographie hittite, éd P. Geuthner, 1922
- La Civilisation phénicienne, Payot, 1926 (ch. annexe en 1939, nlle éd. en 1949,
- Musée du Louvre - Textes cunéiformes - Contrats et lettres d'Assyrie et de Babylonie, éd. P. Geuthner, 1926
- Les Premières Civilisations - Tome 1 de Peuples et civilisations - histoire générale d' Halphen et Sagnac, 20 tomes, Alcan, 1926
- Les Tablettes de Kerkouk et les origines de la civilisation assyrienne, éd. P. Geuthner, 1926
- Musée du Louvre - Les Antiquités Orientales - Tome 1 : Sumer, Babylonie, Elam, éd. Morancé, 1927
- Musée du Louvre - Les Antiquités Orientales - Tome 2 : Monuments hittites, assyriens, phéniciens, perses, judaïques, chypriotes, araméens, éd. Morancé, 1927
- Manuel d'archéologie orientale  (4 vol.), éd. Auguste Picard, 1927-1947
- Musée du Louvre - Textes cunéiformes - Contrats néo-babyloniens - Tome I - de Téglath-Phalasar III à Nabonide, éd P. Geuthner, 1927
- L'Art de l'Asie occidentale ancienne, Paris, éd. G. van Oest, 1928
- Musée du Louvre - Textes cunéiformes - Contrats néo-babyloniens - Tome II - Achéménides et Séleucides, éd P. Geuthner, 1929,
- L'Art antique : Orient, Grèce et Rome (en collaboration avec V. Chapot) - Tome I de l'histoire universelle des Arts de L. Réau, A. Colin, 1930
- L'Archéologie de la Perse, des origines à l'époque d'Alexandre, Librairie Ernest Leroux, 1931 (publié par la Société des études iraniennes et de l'Art persan)
- Les Civilisations des Hittites et des Mitanniens, Paris, Payot, 1934
- Musée du Louvre - Département des Antiquités Orientales - Série archéologique Tome III - Fouilles de Tépé-Giyan près de Néhavend, 1931 et 1932 (en collaboration avec R. Ghirshman), éd. P. Geuthner, 1935
- Histoire de l'Orient Ancien (en collaboration avec J. Capart, l'Asie occidentale ancienne), Hachette, 1936
- La Civilisation d'Assur et de Babylone, Paris, Payot, 1937, nlle éd. 1951
- La Médecine en Assyrie et en Babylonie, Paris, Maloine, 1937, 2de éd. 1951
- L'Épopée de Gilgamesh - Poème babylonien, l'Artisan du Livre, 1939
- La Divination chez les Assyriens et les Babyloniens, Payot, 1940
- Le Déluge babylonien - Ishtar aux Enfers - La Tour de Babel, Paris, Payot, 1941, nlle éd. 1952
- Les Civilisations anciennes du Proche-Orient, Paris, Presses Universitaires de France, coll. Que sais-je ?, 1945, rééd. en 1948, 1955, 1960
- La Magie chez les Assyriens et les Babyloniens, Payot, 1947
- La Civilisation des Hittites et des Hurrites du Mitanni, Payot, 1948, nlle éd. de l'ouvrage de 1934
- Arts et Styles de l'Asie antérieure (d'Alexandre le Grand à l'Islam), Larousse, 1948
- Les Premières Civilisations - Tome 1 de Peuples et civilisations - histoire générale d' Halphen et Sagnac, P.U.F., nlle éd. de l'ouvrage de 1926, 1950
- La Vie quotidienne à Babylone et en Assyrie, Paris, Hachette, 1950 (traduit en plusieurs langues)
- Les Religions de l'Orient ancien, 1957
- Publications d'articles divers au Mercure de France, 1921-1953
- (de) Liste des ouvrages de Contenau traduits en allemand